# 紅山龍屬
紅山龍屬（學名：Hongshanosaurus）是鸚鵡嘴龍科恐龍的一屬，生存於下白堊紀的東亞，約1億2500萬年前。目前只有發現兩個頭顱骨化石，但透過與其近親的比較，可發現紅山龍是雙足的草食性恐龍，上下頜的前端有喙狀嘴。牠是在中國遼寧省熱河組發現的完整化石之一。

## 發現及物種
唯一已命名的物種是模式種侯氏紅山龍（H. houi），是由古生物學家尤海魯、徐星及汪筱林在2003年命名的。屬名是以中國東北部的古代紅山文化來命名，紅山文化是位於紅山龍頭顱骨化石的發現地附近；種名則是以負責保存該標本的中國科學院古脊椎動物與古人類研究所侯連海教授而命名的。

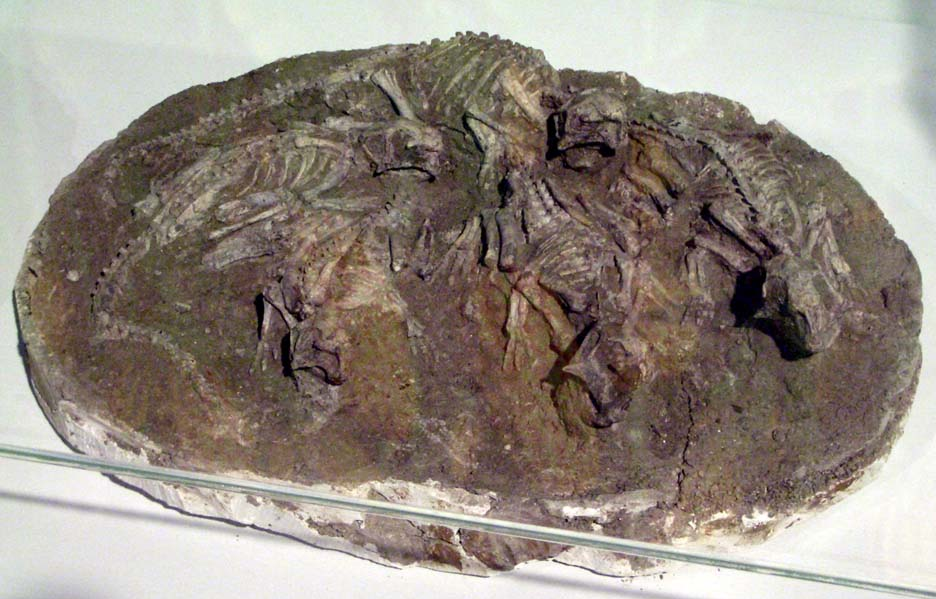

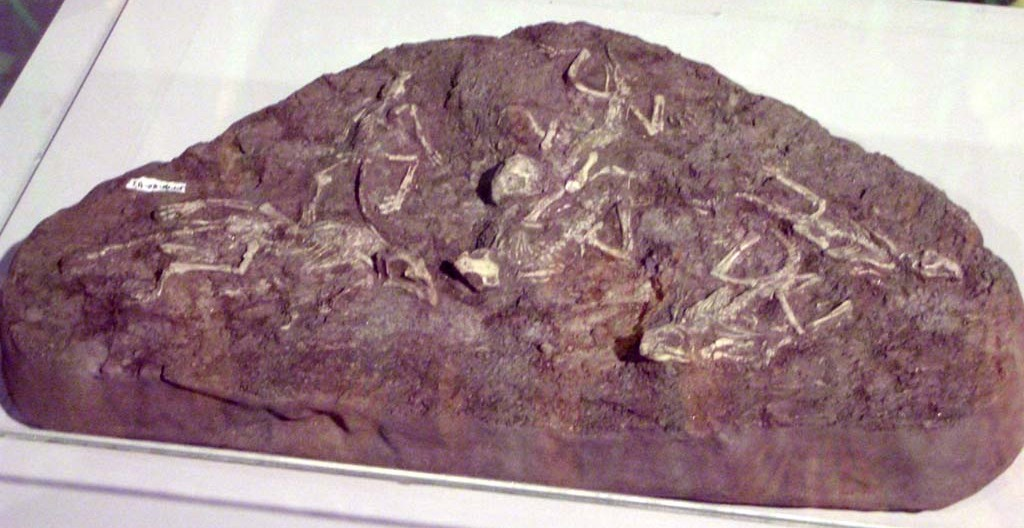
侯氏紅山龍的幼體化石。

紅山龍的正模標本（編號IVPP V12704）是一個幼年個體的頭顱骨，除了部份右邊及上頜尖端之外，其他部份都完整的保存下來。頭顱骨長度略小於5公分。後來發現了一個更大的成年個體頭顱骨（編號IVPP V12617），長度約有20公分長。牠的頭顱骨很像其近親鸚鵡嘴龍，但有幾處的差異而足以成立不同的屬。紅山龍的頭顱骨比鸚鵡嘴龍的低矮，眼窩呈橢圓形，而非圓形。在2010年，保羅·塞里諾（Paul Sereno）提出這兩者的頭顱骨外型差異，可能是在岩層中遭到擠壓而破碎、變形。
這兩個頭顱骨都是發現於中國遼寧省的義縣組。熱河組最著名的是發現了很多完整保存的化石，包括了有羽毛恐龍。這個地層的年代仍有爭議，但最近的放射性測年確定它是屬於下白堊紀，約1億2500萬年前，相當於阿普第階。在義線組也有發現幾個鸚鵡嘴龍標本，其中一個標本的尾巴有一列長的鬃毛，作為視覺展示物用途。由於紅山龍化石只有頭顱骨，所以並不確定牠們是否有這些鬃毛。

## 分類
在最初的研究中，紅山龍被分類在鸚鵡嘴龍科之內，但一直沒有進行親緣分析。此科下的另一屬恐龍是鸚鵡嘴龍。鸚鵡嘴龍科是極為基礎的角龍下目。另一個較為廣泛的新角龍類包括了所有比鸚鵡嘴龍科更衍化的角龍下目。
在2010年，保羅·塞里諾提出紅山龍是鸚鵡嘴龍的次異名，可能與陸家屯鸚鵡嘴龍（P. lujiatunensis）是同種動物，但由於紅山龍的化石過於稀少，因此仍將兩者暫定為不同種動物。